# Klaus Koenig (Pianist)
Klaus Koenig (* 13. Oktober 1936 in Braunschweig) ist ein deutscher Musiker (Pianist) des Modern Jazz und Tonmeister, der in der Schweiz lebt.

## Leben und Wirken
Koenig wuchs im Weserbergland auf. Er erhielt seit dem sechsten Lebensjahr klassischen Klavierunterricht. Nach dem Abitur absolvierte er an der Hochschule für Musik Detmold sein Studium als Tonmeister. Zwei Bläser einer Militärkapelle der britischen Besatzungstruppen luden Koenig als Pianisten in ihr Jazz-Quintett ein. So kam Koenig zum Jazz.
Seit April 1962 war er als Tonmeister im Radio Studio Zürich tätig. Er erstellte in fünfzehn Jahren für das Radio über 300 kommentierte Jazzsendungen. 
Auch in Zürich spielte Koenig Jazz. 1963 gewann er beim Amateur-Jazz-Festival Zürich zusammen mit Irène Schweizer den ersten Preis. 1964 gründete Klaus Koenig mit Peter Frei und Peter Schmidlin das Jazz Live Trio für die Jazz-Konzertreihe Jazz Live des Senders Radio Studio Zürich. Das Trio begleitete bis 1983 in über 100 Live-Sendungen Solisten wie die amerikanischen Jazzmusiker Johnny Griffin, Dexter Gordon, Clark Terry, Slide Hampton, Booker Ervin, Lee Konitz, Benny Bailey, Jiggs Whigham, Art Farmer, Phil Woods, Clifford Jordan oder Leo Wright; außerdem spielten sie mit vielen europäischen Musikern wie Albert Mangelsdorff, Dusko Goykovich oder Enrico Rava. Daneben trat das Trio in Konzerten mit namhaften Solisten auf. Auch war das Trio Mitglied im Quartett von Franco Ambrosetti, führte Klassik und Jazz-Programme mit Annette Weisbrod und Jazz-&-Lyrik-Programme mit Gert Westphal auf. Aufnahmen entstanden auch mit Hugo Heredia.
Zwischen 1973 und 1978 erweiterte Koenig sein Trio mit den Bläsern Hans Kennel, Andy Scherrer und Paul Haag zum Sextett Magog, mit dem er an den Festivals in Montreux, Willisau, Ljubljana und Paris teilnahm. Magog stand für den Versuch, die Lücke zwischen den damals auseinanderstrebenden Elementen Hardbop, Freejazz und Rockjazz zu schließen. Ende der 1970er Jahre gründete er ein Quartett mit Roman Schwaller, um anschließend von 1982 bis 1984 im Quintett Gogam ausschließlich eigene Kompositionen aufzuführen. Von 1987 bis 1989 bestand das Voirol-Koenig-Extra-Ensemble. Seit 1989 trat Koenig auch als Solopianist in Erscheinung. In diesen Jahren spielte das Trio häufig mit Sal Nistico bis zu dessen Tod 1991. Im Jahr 1995 gründete Koenig Magog Zwei. 
Wegen fokaler Dystonie in beiden Händen musste er 1998 seine musikalische Tätigkeit unterbrechen. Er verfasste musiktheoretische Arbeiten: „Zum Temperaturproblem von Tasteninstrumenten in der Alten Musik“ und „Voicings“ (eine Voicinglehre für Jazzpianisten).
Nach 15 Jahren krankheitsbedingter Pause trat Klaus Koenig seit 2012 trotz seiner Dystonie mit dem neugegründete Jazz Live Trio und dem Quintett Seven Things auf. Dafür hatte er das Trio mit dem Bassisten Patrick Sommer und dem Schlagzeuger Andi Wettstein und das Quintett zusätzlich mit dem Saxofonisten Christoph Merki und dem Trompeter Daniel Schenker neu gegründet.

## Diskographische Hinweise
- Magog: Magog Live in Montreux 1973 (Wiederveröffentlichung, TCB Records, 2009)[5]
- Magog: Magog (Wiederveröffentlichung, TCB Records, 2013)[6]
- Klaus Koenig Seven Things: Piazza Rotonda (TCB Records, 2014)[7]
- Jazz Live Trio: Nausikaa (TCB Records, 2015)[8]
- Klaus Koenig Seven Things: Seven Things I Always Wanted To Say (TCB Records, 2016)
- Jazz Live Trio: Night Thoughts (TCB Records, 2017)[9]
- Jazz Live Trio: Music For The Gentle Man (TCB Records, 2019)
- Klaus Koenig Seven Things: Kings and Illusions (TCB Records, 2021)
- Jazz Live Trio: It's a Foreign Language (TCB Records, 2022)
- Klaus Koenig Seven Things: Dark With Excessive Bright (TCB Records, 2023)
- Jazz Live Trio: Songs For Laila (TCB Records, 2024)[10]

### Swiss Radio Days Jazz Live Concert Series
- Gert Westphal + Jazz Live Trio: Jazz&Lyrik (Heinrich Heine/Gottfried Benn) (TCB Records)[11]
- Sal Nistico & Tony Scott + Jazz Live Trio (TCB Records)[12]
- Albert Mangelsdorff & Francois Jeanneau + Jazz Live Trio (TCB Records)
- Gianni Basso & Guy Lafitte + Jazz Live Trio (TCB Records)
- Benny Bailey & Idrees Sulieman + Jazz Live Trio (TCB Records)
- Karin Krog & Enrico Rava & Miriam Klein + Jazz Live Trio (TCB Records)
- Phil Woods & Daniels Daniels & Stuff Smith & Leo Wright + Jazz Live Trio (TCB Records)
- Kenny Wheeler & Alan Skidmore + Jazz Live Trio (TCB Records)
- Sahib Shihab & Art Farmer & Cliff Jordan + Jazz Live Trio (TCB Records)
- Johnny Griffin & Hal Singer & Leszek Zadlo & Ferdinand Povel + Jazz Live Trio (TCB Records)
- Slide Hampton & Carl Berger & Glenn Ferris + Jazz Live Trio (TCB Records)
- Franco Ambrosetti & Hans Kennel/Thomas Grünwald & Andy Scherrer/Roman Schwaller & Daniel Bourquin + Jazz Live Trio (TCB Records)

### Swiss Radio Jazz Live Concert Series
- Vol 1 Americans in Europe (TCB Records)
- Vol 2 Euro-American Fusions (TCB Records)
- Vol 3 European Trends (TCB Records)

### Weitere Aufnahmen
- Gog's Dreams Solo-Piano (TCB Records)
- Lunet – Gianni Basso European Quartet (Splasc(h) Records)
- Galatea – Jazz Live Trio (Dire)
- Organic – The Victor Burghardt & Mike Barone Orchestra  (Ex Libris)
- Pedro Y Antonia – Hugo Heredia + Jazz Live Trio  (Ariston)
- Franco Ambrosetti and the Jazz Live Situation (Dire)
- Musica Helvetica Programm Nr. 59 (Magog)  (MH)
- Confrontation – Jazz Live Trio mit Texten von Rose Ausländer, Eva Zeller, Ernst Meister, Dirk Heinrichs (Hoppe & Werry ASS)
- Jazz Choräle 3 – Jazz Live Trio + Kantorei Düsseldorf-Oberkassel (Hoppe & Werry)

## Lexigraphischer Eintrag
- Bruno Spoerri (Hrsg.): Biografisches Lexikon des Schweizer Jazz. CD-Beilage zu: Bruno Spoerri (Hrsg.): Jazz in der Schweiz. Geschichte und Geschichten. Chronos-Verlag, Zürich 2005, ISBN 3-0340-0739-6.